# Китайский дельфин
Китайский дельфин (лат. Sousa chinensis) — млекопитающее из рода горбатых дельфинов (Sousa) семейства дельфиновых (Delphinidae).
Эти дельфины живут в водах Юго-Восточной Азии, в период размножения от Южной Африки до Австралии. Живёт в тропических до умеренно тёплых прибрежных водах, в том числе заливах, прибрежных лагунах, скалистых и/или коралловых рифах, мангровых болотах и устьевых областях. Редко встречается более чем за несколько километров от берега. Иногда заходит в реки, но редко более чем на несколько километров вверх по течению, и обычно остаётся в пределах приливного воздействия.
Длина тела составляет от 2 до 3,5 метров для взрослых, 1 метр для детёнышей. Взрослые весят от 150 до 230 кг. При рождении чёрные. Цвет меняется на серый с розовыми пятнами в молодом возрасте. Взрослые белые.
Пищей служит рыба, моллюски. Поднимаются к поверхности воды каждые 20-30 секунд, чтобы сделать вдох, и после этого погружаются в глубину. Молодые особи всплывают на поверхность воды вдвое чаще, чем взрослые, так как у них менее мощные лёгкие. Взрослые могут находиться под водой от 2 до 8 минут, молодые от 1 до 3 минут. Живут в группах по 3-4 особи.
Продолжительность жизни до 40 лет. Самки становятся половозрелыми в возрасте 10 лет, в то время как самцы становятся половозрелыми в возрасте 13 лет. Как правило, они спариваются с конца лета до осени. Детёныши обычно рождаются через 11 месяцев после спаривания. Взрослые самки могут рожать каждые три года.